# Port Macquarie
Puerto Macquarie es una ciudad en la costa norte de Nueva Gales del Sur, Australia (31° 26' S - 152° 55' E). Se encuentra a 450 km al norte de Sídney y a 510 km al sur de Brisbane. La ciudad está situada en la desembocadura del río Hastings, 20 min de Wauchope.
Port Macquarie fue descubierta por los europeos en 1818 cuando John Oxley, quien daría el nombre a la ciudad, exploraba el interior de Nueva Gales del Sur. En un principio la ciudad fue un establecimiento penal. En las proximidades de la zona se encuentra el faro Crowdy Head. Cuenta con el Ayuntamiento de Port Macquarie.

## Clima
Port Macquarie tiene un clima subtropical húmedo:
| Parámetros climáticos promedio de Port Macquarie | Parámetros climáticos promedio de Port Macquarie | Parámetros climáticos promedio de Port Macquarie | Parámetros climáticos promedio de Port Macquarie | Parámetros climáticos promedio de Port Macquarie | Parámetros climáticos promedio de Port Macquarie | Parámetros climáticos promedio de Port Macquarie | Parámetros climáticos promedio de Port Macquarie | Parámetros climáticos promedio de Port Macquarie | Parámetros climáticos promedio de Port Macquarie | Parámetros climáticos promedio de Port Macquarie | Parámetros climáticos promedio de Port Macquarie | Parámetros climáticos promedio de Port Macquarie | Parámetros climáticos promedio de Port Macquarie |
| Mes                                              | Ene.                                             | Feb.                                             | Mar.                                             | Abr.                                             | May.                                             | Jun.                                             | Jul.                                             | Ago.                                             | Sep.                                             | Oct.                                             | Nov.                                             | Dic.                                             | Anual                                            |
| ------------------------------------------------ | ------------------------------------------------ | ------------------------------------------------ | ------------------------------------------------ | ------------------------------------------------ | ------------------------------------------------ | ------------------------------------------------ | ------------------------------------------------ | ------------------------------------------------ | ------------------------------------------------ | ------------------------------------------------ | ------------------------------------------------ | ------------------------------------------------ | ------------------------------------------------ |
| Temp. máx. media (°C)                            | 25.7                                             | 25.9                                             | 25.1                                             | 23.2                                             | 20.6                                             | 18.5                                             | 17.9                                             | 18.8                                             | 20.4                                             | 21.8                                             | 23.2                                             | 24.7                                             | 22.2                                             |
| Temp. mín. media (°C)                            | 18.3                                             | 18.4                                             | 17.1                                             | 14.1                                             | 10.9                                             | 8.5                                              | 7.2                                              | 7.7                                              | 9.9                                              | 12.8                                             | 15.2                                             | 17.1                                             | 13.1                                             |
| Precipitación total (mm)                         | 151.3                                            | 178.1                                            | 175.2                                            | 167.3                                            | 144.3                                            | 133.2                                            | 97.2                                             | 81.3                                             | 81.4                                             | 94.0                                             | 104.1                                            | 126.5                                            | 1534.0                                           |
| Fuente: Bureau of Meteorology                    |                                                  |                                                  |                                                  |                                                  |                                                  |                                                  |                                                  |                                                  |                                                  |                                                  |                                                  |                                                  |                                                  |